# Plaque-tonnerre

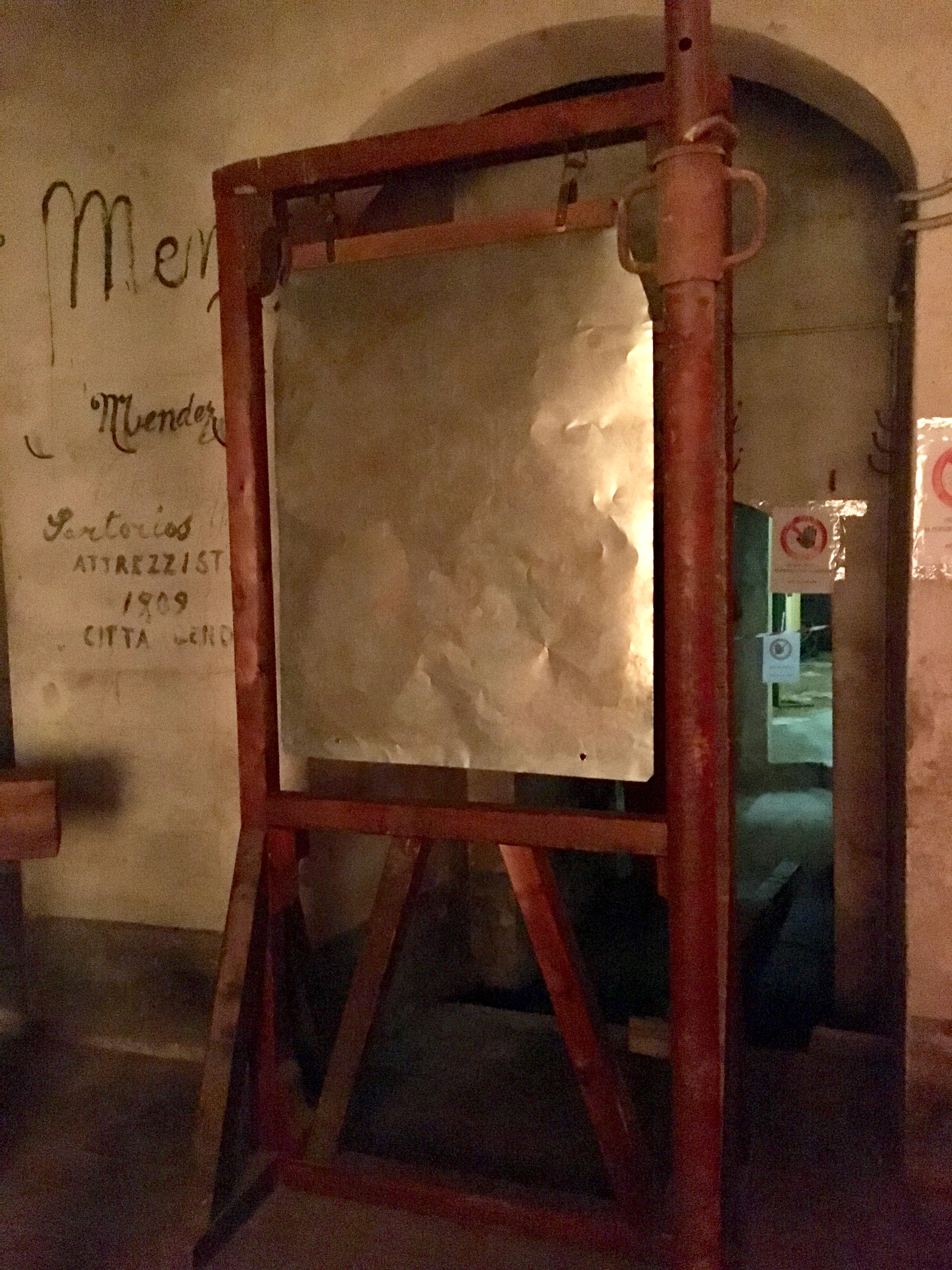
Plaque-tonnerre au Teatro della Pergola de Florence

La plaque-tonnerre, plaque à tonnerre ou lame à tonnerre, est une large plaque métallique souple, une feuille de métal, suspendue à un portant, que l'on fait résonner le plus souvent en la secouant
ou, plus rarement, en la frappant avec un maillet ou une baguette de tambour feutrée.
La plaque-tonnerre produit lorsqu'on la secoue des vibrations rappelant le grondement du tonnerre.
La plaque-tonnerre fait partie des percussions idiophones.
Les bruiteurs de théâtre ont inventé aussi diverses machines à tonnerre telles que le chariot à tonnerre conservé dans le grenier du théâtre Graslin à Nantes et classé à « l'inventaire des théâtres ». Ce chariot rempli de sable a des roues crantées qui résonnaient à grand fracas sur le plancher des combles, produisant un effet analogue à celui de la plaque-tonnerre.

## Répertoire baroque
Dans l'histoire du théâtre et de l'opéra, la plaque-tonnerre trouve son origine dans la machinerie baroque.
À partir du XVIe siècle en effet, les décors et la machinerie se développent avec la diffusion du modèle italien de théâtre. Quand Georg Friedrich Haendel compose Rinaldo en 1711, il emploie toute la machinerie théâtrale disponible y compris la tempête avec ses éclairs et ses coups de tonnerre. Les théâtres à l'italienne qui subsistent de nos jours ont hérité de cette machinerie baroque qui vise à produire toutes sortes d'effets naturels, de prodiges ou de bruits surnaturels. Le théâtre Graslin de Nantes notamment a conservé la plaque à tonnerre et la machine à vent de son répertoire baroque, il suffit d'agiter la première pour produire l'effet du tonnerre, la seconde est un rouleau entouré d'une bande de tissu dont le claquement imite le vent.

## Acoustique
La plaque-tonnerre, comme les cymbales et les tam-tams, met en jeu une acoustique complexe fortement non linéaire et un riche continuum de fréquences : la hauteur du son n'est donc pas bien définie.